# Nicolas Gessner
 (septembre 2023).
Si vous disposez d'ouvrages ou d'articles de référence ou si vous connaissez des sites web de qualité traitant du thème abordé ici, merci de compléter l'article en donnant les références utiles à sa vérifiabilité et en les liant à la section « Notes et références ».
Pour les articles homonymes, voir Gessner.
Nicolas Gessner est un réalisateur et scénariste suisse, d'origine en partie hongroise, né le 17 août 1931 à Szombathely et mort le 22 août 2023 à Caen. Ses films se caractérisent souvent par des atmosphères étranges et pesantes. Depuis les années 1980, il tourne essentiellement des téléfilms.

## Biographie
Nicolas Gessner (Niklaus Gessner) est né le 17-8-1931 à Szombathely, en Hongrie. Ses parents sont Martin Gessner, avocat, et Luise Benes, éducatrice spécialisée, tous deux Hongrois, arrivés en Suisse à Zurich en 1939. Il a fait des études de lettres jusqu'à un doctorat. En Suisse, il est l'assistant du dramaturge Oskar Wälterlin et du réalisateur Leopold Lindtberg au théâtre Schauspielhaus de Zurich, à Paris en France, du metteur en scène Jean-Louis Barrault et à Hollywood aux USA, du réalisateur d'origine allemande Henry Koster. Il crée également des mises en scène au Stadttheater de Lucerne. De 1958 à 1965, il réalise pour la société de production Condor Films plusieurs courts métrages, dont "Le pilote m'a dit" (Auskunft im Cockpit) en 1959, "Opération Suisse" (Operation Schweiz) en 1960 ou "Les quatre saisons" (Die vier Jahreszeiten) en 1962. 
Sa carrière internationale débute en 1965 avec le long-métrage humoristique Un milliard dans un billard, avec Jean Seberg et Claude Rich. Sa production, en tant que réalisateur et scénariste, comprend une vingtaine de longs métrages pour le cinéma et la télévision, en partie inspirée du cinéma américain. On peut retenir le thriller psychologique  Quelqu'un derrière la porte (avec Charles Bronson et Anthony Perkins) en 1971, le drame policier La Petite Fille au bout du chemin (avec Jodie Foster et Martin Sheen) en 1976 ou "Tennessee Nights" (avec Julian Sands, Stacey Dash et Ned Beatty) en 1989. Il réalise également des téléfilms et des séries pour la télévision comme Le Château des Oliviers, une saga familiale avec Brigitte Fossey et Jacques Perrin, qui connait un grand succès lors de sa diffusion en 1993,  ou Tous sur orbite !, une série en animation 3D sur l’astronomie.
Il meurt le 22 août 2023,.

## Filmographie

### Comme réalisateur
- 1959 : Auskunft im Cockpit
- 1965 : Un milliard dans un billard
- 1967 : La Blonde de Pékin
- 1969 : 12 + 1  avec Luciano Lucignani
- 1971 : Quelqu'un derrière la porte
- 1976 : La Petite Fille au bout du chemin (The Little Girl Who Lives Down the Lane)
- 1980 : Deux Affreux sur le sable (It Rained All Night the Day I Left)
- 1982 : Herr Herr (TV)
- 1984 : Le Tueur triste (TV)
- 1985 : Intrigues (série télévisée)
- 1987 : Das Andere Leben (TV)
- 1989 : Passe-passe (Quicker Than the Eye)
- 1989 : Tennessee Nights
- 1991 : Visages suisses (documentaire)
- 1993 : Le Château des Oliviers (feuilleton TV)
- 1994 : Chèques en boîte (TV)
- 1997 : Spaceship Earth (série télévisée)
- 1997 : Tous sur orbite ! (Émission de télévision)

### Comme scénariste
- 1965 : Un milliard dans un billard
- 1967 : La Blonde de Pékin
- 1969 : 12 + 1
- 1971 : Quelqu'un derrière la porte
- 1984 : Le Tueur triste (TV)
- 1985 : Intrigues (série télévisée)
- 1989 : Passe-passe (Quicker Than the Eye)